# Tillandsia thiekenii
Tillandsia thiekenii är en gräsväxtart som beskrevs av Renate Ehlers. Tillandsia thiekenii ingår i släktet Tillandsia och familjen Bromeliaceae. Inga underarter finns listade i Catalogue of Life.